# Unlike
Unlike è il primo album in studio degli Ui, pubblicato il 30 ottobre 1995 su etichetta Southern Records.

## Tracce
- Horn Crown Label
- Ring (Descriptive Mix 1)
- Sexy Photograph
- Ring (Hissy Boy On The Hand Crank In The Kingdom Of Reverb MIx)
- The Piano
- Ring (Descriptive Mix 2)